# 張輻
張輻（1497年—？），字文衡，號東川，浙江紹興府山陰縣人，民籍，明朝政治人物。

## 生平
嘉靖十三年（1534年）甲午科浙江鄉試第十九名舉人，嘉靖十四年（1535年）乙未科三甲第一百名進士。授行人司行人，選南京兵科給事中。

## 家族
曾祖張籌；祖父張綵，曾任巡檢；父張璐，母施氏。重庆下。